# Tashkent Open 1999
Tashkent Open 1999 — жіночий тенісний турнір, що проходив на кортах з твердим покриттям у Ташкенті (Узбекистан). Належав до турнірів 4-ї категорії в рамках Туру WTA 1999. Турнір відбувся вперше і тривав з 7 до 13 червня 1999 року. Перша сіяна Анна Смашнова здобула титул в одиночному розряді й отримала 16 тис. доларів США.

## Учасниці

### Сіяні учасниці
| Країна     | Гравчиня               | Рейтинг | Сіяна |
| ---------- | ---------------------- | ------- | ----- |
| Ізраїль    | Анна Смашнова          | 43      | 1     |
| Росія      | Тетяна Панова          | 90      | 2     |
| Бельгія    | Лоранс Куртуа          | 100     | 3     |
| Росія      | Євгенія Куликовська    | 102     | 4     |
| Італія     | Адріана Серра-Дзанетті | 104     | 5     |
| Австрія    | Патріція Вартуш        | 110     | 6     |
| Нідерланди | Седа Норландер         | 118     | 7     |
| США        | Мейлен Ту              | 107     | 8     |

### Інші учасниці
Нижче подано учасниць, що отримали вайлд-кард на вихід в основну сітку:
- Лілія Биктякова
- Ірода Туляганова

Нижче наведено учасниць, що отримали вайлдкард на участь в основній сітці в парному розряді:
- Тетяна Перебийніс /  Ірода Туляганова

Нижче наведено учасниць, що пробились в основну сітку через стадію кваліфікації в одиночному розряді:
- Наґатомі Кейко
- Анжеліка Бахманн
- Анастасія Мискіна
- Ганна Запорожанова

Нижче наведено учасниць, що пробились в основну сітку через стадію кваліфікації в парному розряді:
- Катерина Панюшкіна /  Анастасія Родіонова

## Фінальна частина

### Одиночний розряд
Анна Смашнова —  Лоранс Куртуа, 6–3, 6–3.
- Для Смашнової це був 1-й титул за кар'єру.

### Парний розряд
Євгенія Куликовська /  Патріція Вартуш —  Ева Бес /  Хісела Рієра, 7–6(7–3), 6–0.